# Katikati

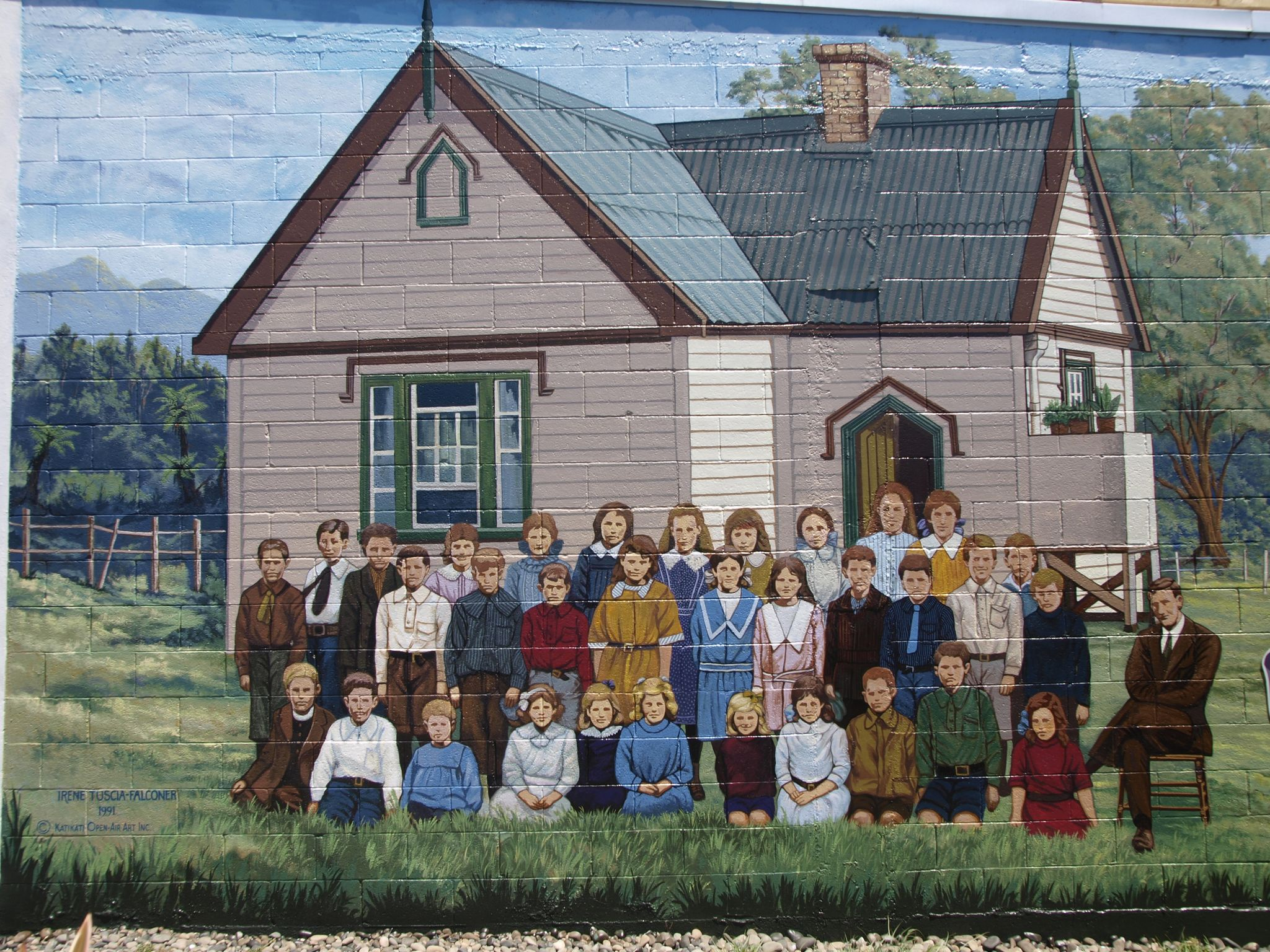
Wandmalerei, Hauptstraße in Katikati

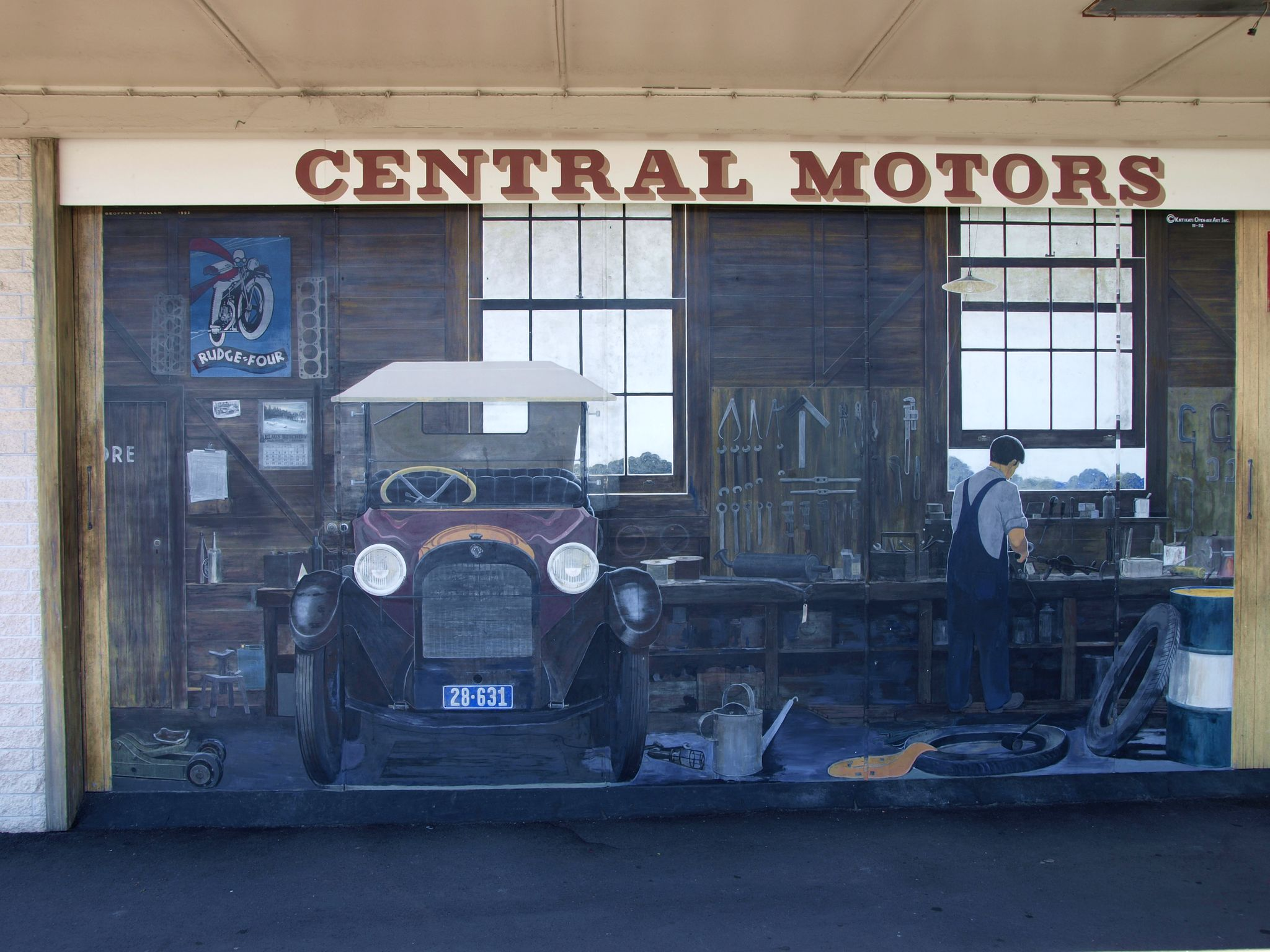
Wandmalerei, Hauptstraße in Katikati

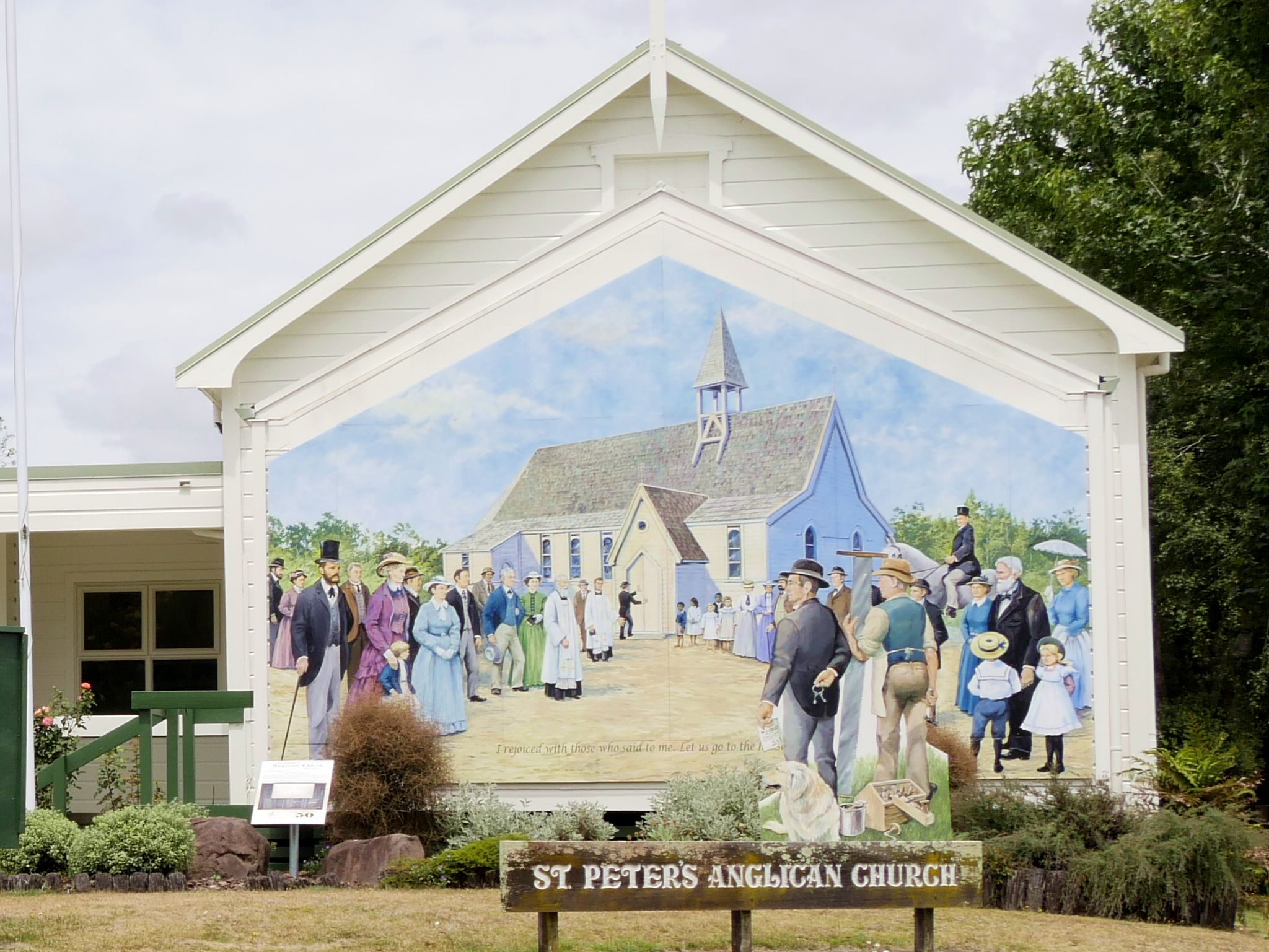
Wandmalerei an einem Kirchengebäude

Katikati ist ein Ort im Western Bay of Plenty District der Region Bay of Plenty auf der Nordinsel von Neuseeland.

## Geographie
Katikati liegt rund 26 km nordwestlich von Tauranga, direkt am Tauranga Harbour, einer Lagune, die durch Matakana Island vom Pazifischen Ozean weitgehend abgetrennt ist. Durch den Ort führt der New Zealand State Highway 2, der im Zentrum des Ortes für ein hohes Verkehrsaufkommen sorgt. Über den Highway ist Katikati im Norden mit Waihi, das 28 Straßenkilometer entfernt liegt und im Südosten mit Tauranga, das über 40 Straßenkilometer zu erreichen ist, verbunden. Durch den Ort fließt der Uretara Stream, der nordöstlich des Ortszentrums in den Tauranga Harbour mündet.

## Geschichte
Treibende Kraft der Ansiedlung von Katikati war der Ire George Vesey Stewart, der bereits 1873 in dem Loyal Orange Order, einem Oranier-Orden, dessen Mitglied er war, für eine Siedlungsvorhaben in Neuseeland warb und 1874 seine erste Reise nach Neuseeland unternahm. Angekommen, traf er auf Joseph McMullen Dargaville, einem Mitglied des Auckland Provincial Council und Grand Master der Grand Lodge of Auckland. Über ihn bekam er die Zusicherung von 10.000 Acres Land für sein Vorhaben. Nach einigen Verhandlungen und seiner Suche nach einem geeigneten Siedlungsort, die ihn auf die Südinsel und Nordinsel brachte, sah er schließlich in der Gegend von Katikati den besten Ort für das Siedlungsvorhaben.
Stewart führte zwei Gruppen von Siedlern nach Katikati, im September 1875 mit der Carisbrook Castle über 200 Siedler und im August 1878 mit der Lady Jocelyn nochmals 378 Siedler. Es bildeten sich anfänglich zwei Gruppen von Siedlern heraus: die einen, die „the settlers useful“ genannt wurden, und die anderen, die als „the settlers ornamental“ bezeichnet wurden („die nutzbringenden und die schmückenden Siedler“); das bedeutete, dass die einen die Pächter und die anderen die vermögenden Siedler waren.
Die ersten Jahre waren hart für viele. Die Wirtschaftskrise der 1880er Jahre und die Tatsache, dass die Siedler von Katikati nicht viel produzieren konnten, was sich auf dem Markt hätte verkaufen lassen. So gaben viele Familien Ende der 1880er Jahre auf, nur 39 der ursprünglich 77 Siedlerfamilien blieben. Später, als in der Gegend von Waihi Gold gefunden und abgebaut wurde, war Katikati der Lieferant für landwirtschaftliche Erzeugnisse für die Bergbaustadt. 
1928 erhielt der Ort Eisenbahnanschluss mit der East Coast Main Trunk Railway. Nach Eröffnung des Kaimai-Tunnels 1978 wurde der Abschnitt über das Gebirge westlich von Katikati aber aufgegeben und die Gemeinde verlor den Eisenbahnanschluss wieder.
Ein wirtschaftlicher Einbruch kam noch einmal in den 1990ern, als in der Milchwirtschaft ein Konzentrations- und Rationalisierungsprozess stattfand. Dem versuchten die Bewohner Katikatis dadurch zu begegnen, dass sie Kiwis anbauten und den Tourismus förderten.
Heute ist der Ort ein bevorzugter Wohnort für Rentner geworden, 34,4 % der Bevölkerung sind 65 Jahre alt oder älter, gut doppelt so viele im Vergleich zur Region, die bei 18,5 % Rentneranteil liegt.

## Bevölkerung
Zum Zensus des Jahres 2013 zählte der Ort 4056 Einwohner, 13,3 % mehr als zur Volkszählung im Jahr 2006.

## Mural Town
1990, als Katikati und die Region in wirtschaftlichen Schwierigkeiten steckte, kam die Bürgerin des Ortes, Barbara Wolfenden, nach ihrem Besuch von Chemainus auf Vancouver Island in British Columbia, Kanada im Jahr 1986 schließlich auf die Idee, ihren Ort ebenfalls mit Wandmalereien zu schmücken, mit Themen, die historischen Bezug zum Ort haben sollten. Der Ort Chemainus, einst gleichfalls in wirtschaftlichen Schwierigkeiten geraten, konnte durch seine Wandmalereien bis zu 300.000 Touristen pro Jahr anlocken und da durch Katikati der viel befahrene State Highway 2 führte, wollte man auf diese Weise Durchreisende zum Verweilen anhalten und den Ort langfristig für Touristen attraktiver machen.
Im Oktober 1990 formte sich eine Gruppe, die das Projekt angehen wollten. Mit dem erfolgreichen Start, wurde am 29. Mai 1991 die Katikati Open-Air Art Inc. gegründet, die das Projekt koordinierte und professionalisierte. So entstanden neben vielen Wandgemälden, auch Skulpturen und Schnitzereien, die über den Ort verteilt zu finden sind. Um das Projekt und den Ort besser vermarkten und bekannter machen zu können, hat sich Katikati den Beinamen „Mural Town“ (Wandgemäldestadt) gegeben. Unter diesem Pseudonym ist Katikati landesweit bekannt geworden.
Die Bemühungen des Ortes wurden 2005 mit der Auszeichnung als „Neuseelands schönste Kleinstadt“, die für Orte unter 8000 Einwohner durch die Keep New Zealand Beautiful Society vergeben wird, ausgezeichnet.

## Tourismus
Drei Kilometer südlich von Katikati gibt es eine Thermalquelle, die den Sapphire Springs Thermal Pools kontinuierlich mit 30 °C – 32 °C warmen Wasser aus dem Erdinneren versorgt.